# Ladislava Zelenková
Ladislava Zelenková (* 7. dubna 1949 Havlíčkův Brod) je česká politička ČSSD, v letech 2006-2010 poslankyně Parlamentu ČR za Pardubický kraj.

## Vzdělání, profese a rodina
Vystudovala Fakultu tělesné výchovy a Filozofickou fakultu Univerzity Karlovy. V letech 1973 - 1977 vyučovala český jazyk na SOŠ MV v Pardubicích, poté přešla na Integrovanou střední školu v Opatovicích nad Labem, kde pracovala až do roku 1997, nejdřív jako učitelka, pak zástupkyně ředitele. Od roku 1998 je OSVČ a učí český a německý jazyk. Působila také ve Výzkumném ústavu pedagogické a věnovala se profesi školní inspektorky. V období 2002 - 2006 byla zaměstnaná na odboru školství Krajského úřadu Pardubického kraje.
Je vdaná, má dvě děti.

## Politická kariéra
V komunálních volbách roku 2002 a komunálních volbách roku 2006 neúspěšně kandidovala do zastupitelstva města Pardubice za ČSSD. Profesně se k roku 2002 uvádí jako úřednice veřejné správy, následně k roku 2006 coby středoškolská učitelka a poslankyně. Ve volbách roku 2002 nicméně byla zvolena do zastupitelstva městské části Pardubice III., kde vykonávala funkci místostarostky.
V krajských volbách roku 2004 byla zvolena do Zastupitelstva Pardubického kraje za ČSSD. Mandát krajského zastupitele zastávala do roku 2006, kdy na něj po zvolení do poslanecké sněmovny rezignovala.
Ve volbách roku 2006 získala mandát členky dolní komory českého parlamentu, kde působila ve Výboru pro evropské záležitosti a Výboru pro vědu, vzdělání, kulturu, mládež a tělovýchovu. Ve volbách roku 2010 poslanecký mandát neobhájila kvůli tzv. kroužkování.